# Юнацький чемпіонат Європи з футболу (U-16) 1984
Чемпіонат Європи з футболу серед юнаків віком до 16 років 1984 року — другий розіграш турніру, який пройшов у ФРН з 3 по 5 травня 1984 року. Переможцем стала збірна господарів, яка у фіналі перемогла збірну СРСР із рахунком 2:0.

## Плей-оф

### Півфінали
| 3 травня 1984 |

| ФРН | 5:1 | Югославія |
| --- | --- | --------- |
|     |     |           |

| Гайльбронн |

| 3 травня 1984 |

| СРСР | 2:0 | Англія |
| ---- | --- | ------ |
|      |     |        |

| Людвігсбург |

### Матч за 3-тє місце
| 5 травня 1984 |

| Англія | 1:0 | Югославія |
| ------ | --- | --------- |
|        |     |           |

| Беблінген |

### Фінал
| 5 травня 1984 |

| ФРН           | 2:0 | СРСР |
| ------------- | --- | ---- |
| Зіммес Янссен |     |      |

| Ульм Арбітр: Лайош Немет |